# Creu solar

Creu solar.

La creu solar, una creu dins d'un cercle, és un símbol comú en diferents artefactes de l'Europa prehistòrica, en particular durant el Neolític fins a l'Edat de bronze.
La combinació de la creu i el cercle és la representació més simple concebible de la unió de les polaritats oposades al món occidental. Sol associar-se amb el sol, d'aquí el seu nom, i l'arbre de la vida.

## Edat de pedra
Creus solars gravades en pedra han pogut recuperar-se en diferents jaciments, a ressaltar els menhirs de Callanish localitzats a l'illa de Lewis, en les Hèbrides, el més famós emplaçament megalític d'Escòcia.

## Edat de bronze
En les religions primitives de l'Edat del Bronze, les creus solars apareixen freqüentment en artefactes identificats com a articles de culte. Per exemple, la miniatura en ambre que mostra la forma de creu quan se sosté a contrallum, correspon a l'Edat de bronze nòrdica i es conserva en el Museu Nacional de Copenhaguen, Dinamarca.
El símbol durant l'Edat de bronze tenia connexions amb la roda d'eixos de carro, que en aquell temps era de quatre eixos i estava relacionat amb l'ideograma tipus 243 «la roda». Aquesta innovació tecnològica sorgeix a Europa a mitjan segon mil·lenni a.C. En el context cultural, la roda del carro havia tingut una connotació solar.

## La Creu solar en la cultura

Bandera original de la Unió internacional paneuropea, fundada en 1923.

Una creu solar de la tribu americana Caddo.

### Astronomia
El mateix símbol representa a la terra en els símbols astronòmics, mentre que el sol està representat per un cercle amb un punt central.

### Etnografia
La creu solar s'usa per representar a la Raça ària.
Els amerindis i altres pobles indígenes continuen usant la creu solar en les seves pràctiques simbòliques i com a decoració.

### Música
En les taules de la música moderna, la creu solar denota un canvi de guitarra d'un to acústic a distorsió.

### Política
L'Imperi Sassànida a Pèrsia usava un símbol similar a la creu solar en el seu estendard, anomenat Derafsh Kaviani
El partit noruec Nasjonal Samling utilitzava una creu solar daurada sobre un fons vermell com a símbol oficial des de 1933 fins a 1945. La creu amb el cercle estava adscrit a sant Olaf, sant patró de Noruega, i els colors eren els propis de l'Escut de Noruega.
Diversos grups de supremacia blanca i neonazi usen la creu solar per representar a la raça blanca.

### Religió i neopaganisme
En la Wicca, la creu solar representa al sol i els quatre quadrants a la roda de l'any, el cicle de les quatre estacions.
Entre altres símbols, el neopaganisme va recuperar la creu solar pel reconstruccionisme de la fe i cultura pagana, en particular el celtisme, l'etenismo, especialment el Ásatrú, i altres creences del paganisme nòrdic.
Existeix la teoria que l'origen de la creu cèltica procedeixi de la combinació de la creu solar i la creu de Crist, però també existeix un argument negacionista.